# Hochtor (Alpes d'Ennstal)
Pour les articles homonymes, voir Hochtor.
Le Hochtor (littéralement « Haute Porte ») est un sommet des Alpes, à 2 369 m d'altitude, point culminant des Alpes d'Ennstal, en Autriche (land de Styrie).

Vue panoramique du Hochtor.

## Topographie
Le Hochtor est relié à la Rosskuppe (2 152 m) par l'arête du Dachl (2 204 m).

## Alpinisme
- 1871 - Première ascension, par des chasseurs
- 1896 - Face nord par Hans Pfann